# Банджі-стрибки
Ба́нджі-стрибки (від англ. bungee — «авіаційна еластична снасть») — екстремальний вид спорту, є досить популярною екстремальною розвагою в багатьох країнах світу.
Стрибун, прив'язаний страхувальним еластичним канатом (банджі) до бази, стрибає з висоти кількох десятків метрів і певний час перебуває у вільному падінні. При наближенні до землі або води (зазвичай стрибки здійснюються над водою) канат натягується і стрибун підлітає вгору. Перевантаження, яких зазнає екстремал — не більше 2,5–3,5 g, щоб не нашкодити здоров'ю стрибуна. Кріпити канат до тіла можна кількома способами: або тільки за ноги на щиколотках, або до тіла. Іноді поєднують способи кріплення: зазвичай ноги кріпляться разом, але і допускається їх роздільне кріплення; є випадки, коли екстремал кріпиться тільки за одну ногу.

## Походження
Походження банджі-джампінгу пов'язують із ритуальними традиціями аборигенів деяких островів Тихого океану і ряду племен Південної Америки. У народу вануату таким способом проходив обряд Нагол посвячення в чоловіки. Посвячуваний стрибав з великої висоти, прив'язаний ліанами за ноги. Перевантаження в такому випадку були набагато більші, від 2,5–3,5 g.

## Історія
Надихнувшись побаченим, у 1970-х роках була зроблена спроба повторити щось подібне членами діючого при Оксфордському університеті Клубу небезпечних спортивних захоплень. Своєю чергою, відеозапис цих стрибків міцно засів у голові у новозеландського спортсмена Ей-Джея Хаккетт. Ідея стрибати з мотузки захопила його всерйоз. У підсумку, разом зі своїм другом Генрі Ван Ешем, він провів ряд випробувань на міцність різних канатів. Перші стрибки були здійснені Хаккет у Франції з аеростата, що пересувався в небі. У 1987 році він здійснив несанкціонований стрибок з Ейфелевої вежі з висоти 114 м. Така подія не могла залишити банджі-джампінг непоміченим серед любителів гострих відчуттів зі всього світу.

## Найвищі місця для стрибків із банджі
1. 321 метр: міст Ройял-Гордж, штат Колорадо, Сполучені Штати Америки
2. 260 метрів: Скляний міст Чжанцзяцзе, провінція Хунань, Китай
3. 252 метри: Big Tower в Щецині, Польща
4. 233 метри: Вежа Макао, Макао, Китай
5. 220 метрів: дамба Верзаска, Тічино, Швейцарія
6. 216 метрів: міст Блоукранс, провінція Західний Кейп, Південна Африка
7. 192 метри: міст Еуропабрюкке, Інсбрук, Австрія
8. 190 метрів: міст Ньюк, Валь д'Аннів'є, Швейцарія
9. 175 метрів: Альтопиано ді Асьяго, Віченца, Італія
10. 169 метрів: дамба Кьольнбрайншперре, Каринтія, Австрія
11. 166 метрів: дамба Відрару, Куртя-де-Арджеш, Румунія
12. 160 метрів: The Last Resort, річка Бхоте Косі, Непал
13. 152 метри: міст Veglio-Pistolesa Б'єлла, Італія
14. 151,5 метра: міст Перрайн, штат Айдахо, Сполучені Штати Америки
15. 150 метрів: Кайвопуйсто, Гельсінкі, Фінляндія
16. 134 метри: Nevis Highwire, Квінстаун, Нова Зеландія
17. 111 метрів: міст над водоспадом Вікторія, Замбія/Зімбабве